# Сакікабара Ясумаса
Сакікабара Ясумаса (яп. 榊原 康政; 1548 — 19 червня 1606) — японський самурайський військовик, даймьо періоду Сенґоку та початку сьоґунату Едо. Голова роду Сакікабара. Разом з Ії Наомаса, Хонда Тадакацу і Сакаї Тадацугуон входив до числа так званих «Чотирьох Небесних Королів Токуґава Іеясу».

## Життєпис
Походив з роду Сакікабара. Ясумаса був другим сином Сакікабара Наґамаса, народився в Уено в провінції Мікава. З дитинства він почав служити Токуґава Іеясу і з роками досяг статусу одного з особливо довірених генералів.
Вперше відзначився під час придушення повстання ікко-ікки в провінції Мікава у 1564 році. За свої таланти Ясумаса отримав право використовувати ієрогліф Ясу (другий ієрогліф з імені Іеясу) у своєму імені. Незважаючи на те, що Ясумаса був другою дитиною в родині, саме він спадковував своєму батькові. Причини цього точно не відомі.
Ясумаса досяг повноліття в 1566 році і разом з Хонда Тадакацу був прийнятий в особисту гвардію (хатамото) Іеясу. Кожному було доручено командування 50 вершниками.
В подальшому Ясумаса вніс значний внесок у перемогу в Битва при Анеґава 1570 року. Разом з Хонда Тадакацу він провів атаку на фланг військ Асаї. У битві при Нагасіно у 1575 році Ясумаса допоміг розгромити загони Найто Масатайо. Він також брав участь у Битва при Мікатаґахара у 1573 року та у захоплені замку Такатендзін.
Ясумаса був з Іеясу, коли останній вирішив виступити проти Тойотомі Хідейосі. Саме Ясумаса запропонував Комакі як штаб кампанії. У 1586 році він супроводжував Іеясу на переговори з Хідейосі в Осаці і в тому ж році отримав титул Сікібу-тайю. У 1590 році Ясумаса брав участь у кампанії з облоги Одавара.
Після переїзду Іеясу в регіон Канто Ясумаса отримав замок Татебаяші і був призначений головою групи розподілу володінь. Поки Іеясу знаходився на Кюсю під час вторгнення до Кореї Хідейосі (1592–1593, 1597–1598 роки), Ясумаса був одним з головних керуючих району Канто, а також радником Токуґава Хідетада.
Під час битви при Секіґахара у 1600 році Сакікабара Ясумаса був приписаний до армії Токуґава Хідетада і взяв участь в облозі замку Уеда в провінції Сінано. Після перемоги Токуґава йому були даровані землі в провінції Кодзуке з доходом у 100 тис.коку рису.
Ясумаса помер у 1606 році в Едо. Йому успадковував його третій син — Ясукацу.